# 日本國鐵DD50型柴油機車
DD50型柴油机车（日语：DD50形ディーゼル機関車）是日本國有鐵道的電力傳動柴油機車車型之一，由新三菱重工业和三菱电机于1953年设计制造，也是日本国铁在战后研制的第一款柴油机车。

## 开发背景
日本铁道省早于昭和初期已经开始柴油机车的研究和试验。1920年代末，作为第一次世界大战的赔偿物品，日本从德国引入了两台600马力柴油机车，分别是采用电力传动的DC11型柴油机车，以及采用机械传动的DC10型柴油机车。除此之外，日本亦在二战前自行试制了DB10、DD10型柴油机车，但由于当时日本工业制造水平较低，这些试验性质的柴油机车没有投入批量生产。第二次世界大战期间，由于日本国内实行燃料统制制度，柴油机车的研制和改进亦被迫搁置。
1950年代初，受到美国和联邦德国大力推动牵引动力内燃化改革的影响，日本国有铁道也开始计划非电气化干线的牵引动力现代化。与此同时，随着旧金山和平条约的签订，日本在1952年完成了从统制经济到市场经济的转变，日本国铁随即恢复新型柴油机车的研制工作。1953年2月，由新三菱重工业和三菱电机试制的第一台DD50型柴油机车问世，成为日本国铁在二战后制造的首台国产柴油机车，同年3月上旬第二、三台机车亦完成试制。1953年4月起，DD50型柴油机车开始在北陸本線投入试运行。1954年，根据首批三台机车的试验结果，又试制了第二批三台DD50型柴油机车。除了车体外形和少数部件有所改变外，两批机车均大致相同。
DD50型柴油机车是1000马力的电传动柴油机车，机车轴式为Bo-Bo，平均轴重为15吨。车体及转向架等机械部分由新三菱重工业三原制作所制造，而电器设备则由三菱电机制造。该型机车的设计是以重联运用为原则，通常由两台机车尾部对接而成为一组2000马力的机车组，因此采用了单端司机室和尾端贯通门的设计。两台DD50型柴油机车重联牵引时，其发挥的牵引力与D52、C62型蒸汽机车相若。当时一台DD50型柴油机车的造价为6200万日元，两台机车则需要超过1.2亿日元，是同等功率的D52型蒸汽机车的三倍以上。虽然柴油机车的购置成本远高于蒸汽机车，但实际运用显示其燃料成本仅为蒸汽机车的三分之一。
由于DD50型柴油机车在大多数情况下都需要重联运用，导致其整体经济性与蒸汽机车相比并无突出之处；而且作为日本最初的国产干线柴油机车，柴油机和电传动系统仍存在许多不足之处，机车投入运用后频繁发生各类故障。此外，该型机车亦没有安装为旅客列车供暖的蒸汽锅炉，旅客列车在冬季仍需要加挂燃煤的暖房车，加上机车不能在轴重限制为14吨的四级线路上使用，这些原因都令DD50型柴油机车无法得到进一步发展。日本国铁在这六台机车完成试验后，就不再购置更多的DD50型柴油机车，但其研制经验为1957年出现的DF50型柴油机车奠定了基础。

## 运用历史
1950年代初，DD50型柴油机车投入运用初期全部配属金泽铁道管理局敦贺机关区（今西日本旅客鐵道敦贺地域铁道部敦贺运转中心车辆管理室），担当北陆本线米原至敦贺间的列车牵引任务，以替换原本使用的C57、D51型蒸汽机车。虽然DD50型柴油机车最初计划用于牵引货物列车，但由于柴油机车不会像蒸汽机车那样喷出煤灰烟尘，因此在实际运用当中以牵引北陆本线的优等旅客列车为主，包括“日本海号”和“北陆号”卧铺急行列车。
1956年4月至10月期间，DD50 4号机车借出予四国铁道管理局高松机关区，在四国地区的土讚線进行为期半年的试运行，并与DF40型柴油机车做对比试验。1957年，搭载蒸汽锅炉的DF50型柴油机车投入北陆本线运用后，DD50型柴油机车改为用于牵引货物列车为主；同年，原敦贺机关区更名为敦贺第一机关区。此外，DD50型柴油机车亦会在敦贺至今庄间大坡度区间使用，为DF50型柴油机车牵引的货物列车担当补机。
1962年北陆隧道建成通车后，DD50型柴油机车转配属富山机关区，担当富山编组站至南福井、高岡间的货物列车牵引任务。1967年，随着北陆本线的交流电气化区段逐步延伸，DD50型柴油机车全部转配属米原机关区，担当北陆本线米原至田村间的列车牵引任务。由于当时交直流两用的多电流制电力机车尚未普及，从東海道本線往北陆本线方向的直通列车均采用“间接接续方式”作为过渡措施，因此需要DD50、DE10型柴油机车在米原至田村间摆渡运行。
1975年3月10日国铁运行图调整后，渐趋老化的DD50型柴油机车逐步停运并封存在米原车站内。1977年12月26日，所有DD50型柴油机车除籍报废及解体。

## 技術特點

### 总体布置
DD50型柴油机车采用单端司机室和非承载式结构的箱型车体。车体外观方面，机车采用了带有两扇前窗的半流线型车头外形，其设计参考自80系电力动车组的“湘南型”车头外形，司机室前端中央稍为屈曲和突出，前窗部分和“湘南型”外形一样有明顯的后倾角。尤其是1953年制造的第一批机车，由于具有尺寸较大的前窗玻璃，加上采用国铁柴油机车的茶色标准涂装，令DD50型柴油机车在当时得到了“海坊主”的绰号。而1954年制造的第二批机车则采用尺寸较小的前窗玻璃，并装有独立的排障器。
车体从前端至后端分别为司机室、动力室和冷却室三个部分。司机室内机车运行方向的左侧设有司机操纵台，右侧设有副司机座席及手制动手柄，司机室两侧设有供乘务员乘降的侧门，司机室的冬季供暖由柴油机冷却水提供。动力室内安装了一套柴油发电机组，以及励磁机、电阻器、辅助发电机、控制电器柜等配套设备，柴油发动机组前后两端还各设有一台牵引电动机通风机。冷却室设有油水系统冷却装置，包括柴油机和机油热交换器的冷却水散热系统，冷却室中央装有一个轴流式冷却风扇，两边侧墙上装有大型散热器；冷却室内下部还装有一台电动空气压缩机、两个膨胀水箱和四个总风缸；冷却室后端设有一道贯通门，以便机车重联时乘务人员通过到另一台机车。车身两侧下部设有四个蓄电池安装口。机车下部两台转向架之间吊挂着一个2000升的燃油箱。

### 柴油机
DD50型柴油机车装有一台三菱重工制造的8LDA25型柴油机，由瑞士苏尔寿公司转让技术及授权生产，是在1930年代开发的6LDA25型柴油机基础上改良而成。这款柴油机是苏尔寿公司的标准产品之一，被广泛运用于当时世界上多种柴油机车，后来由三菱重工业制造的DF50型基本番台柴油机车亦采用了该型柴油机。
8LDA25型柴油机是一种四冲程、直列式、八气缸、废气涡轮增压的水冷式中速柴油机，机体是由钢板焊接而成的完全密闭式箱型结构，并采用耐热铝合金鍛造的整体结构活塞。柴油机的气缸直径为250毫米，活塞行程为320毫米；小时功率为1000马力（746千瓦），额定转速为每分钟850转；持续功率为900马力（671千瓦），额定转速为每分钟800转。柴油机采用气动式液压调速器，使柴油机转速能够在每分钟460～850转之间按19个调速级位变化。

### 传动系统
DD50型柴油机车使用直—直流电传动装置，柴油机直接驱动一台直流牵引发电机，并将发出的直流电供给四台并联的直流牵引电动机。机车装用一台独立励磁的八极直流牵引发电机，采用铸钢制中空电枢轴和半密闭式自然通风冷却，额定功率为580千瓦，额定电压为420伏特，额定电流为1380安培，额定转速为每分钟800转。励磁机用来供给牵引发电机提供励磁电流，並使牵引发电机具有恒功率励磁特性。
每个转向架装有两台四极串励直流牵引电动机，采用密闭式强迫通风冷却，额定电压为420伏特；小时制条件下的额定功率为160千瓦，额定电流为420安培；持续制条件下的额定功率为130千瓦，额定电流为345安培。为了扩大机车的的恒功率调速范围，还可以通过在牵引电动机励磁绕组并联分流电阻的方法，对牵引电动机进行一级磁场削弱，磁场削弱率最深为50%。

### 转向架
机车走行部为两台DT100型二轴摇枕式转向架，构架采用“日”字形一体化铸钢结构，固定轴距为2300毫米，轴箱采用导框式定位结构。一系悬挂为轴箱顶端的螺旋弹簧。二系悬挂由摇枕装置构成，摇枕弹簧采用钢板弹簧。基础制动装置采用双侧踏面制动，轮对的两侧均设有闸瓦以施加压力。牵引电动机采用轴悬式驱动方式，输出的扭矩通过一级减速齿轮传递给轮对，牵引齿轮传动比为16：73（1：4.56）。